# Agodorp
Agodorp (52° 52′ N, 7° 05′ L) é uma cidade dos Países Baixos, na província de Groninga. Agodorp pertence ao município de Westerwolde, e está situada a 16 km, a nordeste de Emmen.
Em 2001, a cidade de Agodorp tinha 186 habitantes. A área urbana da cidade é de 0.076 km², e tem 85 residências. 
A área de Agodorp, que também inclui as partes periféricas da cidade, bem como a zona rural circundante, tem uma população estimada em 580 habitantes.